# Ichneumon brachiacanthos
Ichneumon brachiacanthos là một loài tò vò trong họ Ichneumonidae.